# Южнобалтийская гипотеза
Южнобалтийская гипотеза (также прибалтийско-славянская, балтийско-славянская) происхождения варяжской Руси — одна из основных версий антинорманизма, предполагающая, что варяги, с которыми русские летописи связывают основание Древнерусского государства, являются славянами, выходцами с южного побережья Балтики. Целью гипотезы является, в частности, доказать славянскую природу русской государственности.
В рамках этого направления одним из основных аргументов является этимология слова «варяг», выводимого из прибалтийско-славянских языков, от наименования племени вагры. Версия восходит к труду Сигизмунда фон Герберштейна. Лингвистически этимология не обоснована. Другим аргументом является сходство керамики, строительной техники и технологии судостроительства западных славян с северорусским материалом, на основании чего утверждается о миграции западных славян на Русь, что связывается с призванием варягов. Однако эта керамика не распространялась на территории вагров; привязки к варягам данные предполагаемые миграции не имеют; предположение об этих миграциях не получило общего признания археологов.

## Развитие
Немецкий дипломат Сигизмунд фон Герберштейн, будучи советником посла в Московском государстве в первой половине XVI века, одним из первых европейцев ознакомился с русскими летописями. Герберштейн стал первым, кто отождествил варягов с западнославянским племенем вагров. Он писал об этом в своих «Записках о Московии», опираясь на соображения о славянской общности веры, обычаев и языка русских и вагров, отчего «русским естественно было призвать себе государями вагров».
Мекленбургскими историками в XVII—XVIII веках создавалась генеалогическая традиция (мекленбургские генеалогии) происхождения династии герцогов Мекленбурга, а также славянского происхождения Рюрика и его братьев. В создании или изменении старой мекленбургской легенды участвовали мекленбургские историки Бернхард Латом (Латомус) в начале XVII века, Иоганн-Фридрих Хемниц в XVII веке, Фридрих Томас (1717) и Магнус Иоганн фон Бер. Согласно этим авторам, 28-й король вендов Венцлав (Witzan, Wilzan), который жил в эпоху Карла Великого, взял в жёны дочь князя Руси и Литвы. Их сыном стал Готлейб (Godlaibum, Gutzloft), имевший трёх сыновей: Rerich, Siwar и Truwar. Новую актуальность идея единства происхождения русских и мекленбургских правителей получила в связи с браком герцога Мекленбург-Шверинского Карла Леопольда и Екатерины Иоанновны, племянницы Петра I и дочери царя Ивана V, заключенным в 1716 году. Мекленбургская династия через вендов возводилась к правителям вандалов, а династия русских правителей через Рюрика и тех же вагров-варягов-ободритов-вендов — к тем же предкам. Мекленбургские историки подвергались критике начиная с Василия Татищева и Г. З. Байера. Убедительных аргументов, которые могли бы свидетельствовать в пользу аутентичности мекленбургской легенды не приведено.
В первой половине XIX века французский писатель и путешественник Ксавье Мармье услышал в Мекленбурге эту историю уже в качестве народной легенды. Её запись он опубликовал в 1840 году в своей книге «Письма с севера» (Lettres sur le nord). Согласно записи Мармье, в древности жил князь ободритов Годлав (Готлиб), у которого было три сына Рюрик («миролюбивый»), Сивар («победоносный») и Трувар («верный»). Они пришли на Русь, где стали князьями, сев в Новгороде, Пскове и Белоозере.
Автор «Киевского синопсиса» второй половины XVII века (предположительно киево-печерский архимандрит Иннокентий Гизель) вслед за западными авторами писал о балтийско-славянском происхождении варягов. Эта конструкция создала невразумительное изложение: «иные», не киевские, а новгородские, россы, следуя совету Гостомысла призвали варяжских — славянских по языку — князей, однако в «Синопсисе» сохранилась атрибуция последних, которая была характерна для русской литературы XVI века: три князя пришли «от Немец», а не от славян. Балтийско-славянская версия отразилась в Ермолаевском списке Ипатьевской летописи, созданном в начале XVIII века, где под 1304 годом в рассказе о жене польского князя Лукерье говорится, что варяжское поморье находится у Старого града за Гданьском: «бо бе рода князей сербских, с Кашуб, от помория варязского от Стараго града за Кгданском».
В. Н. Татищев также сближал термин варяг с именем славянского племени вагры.

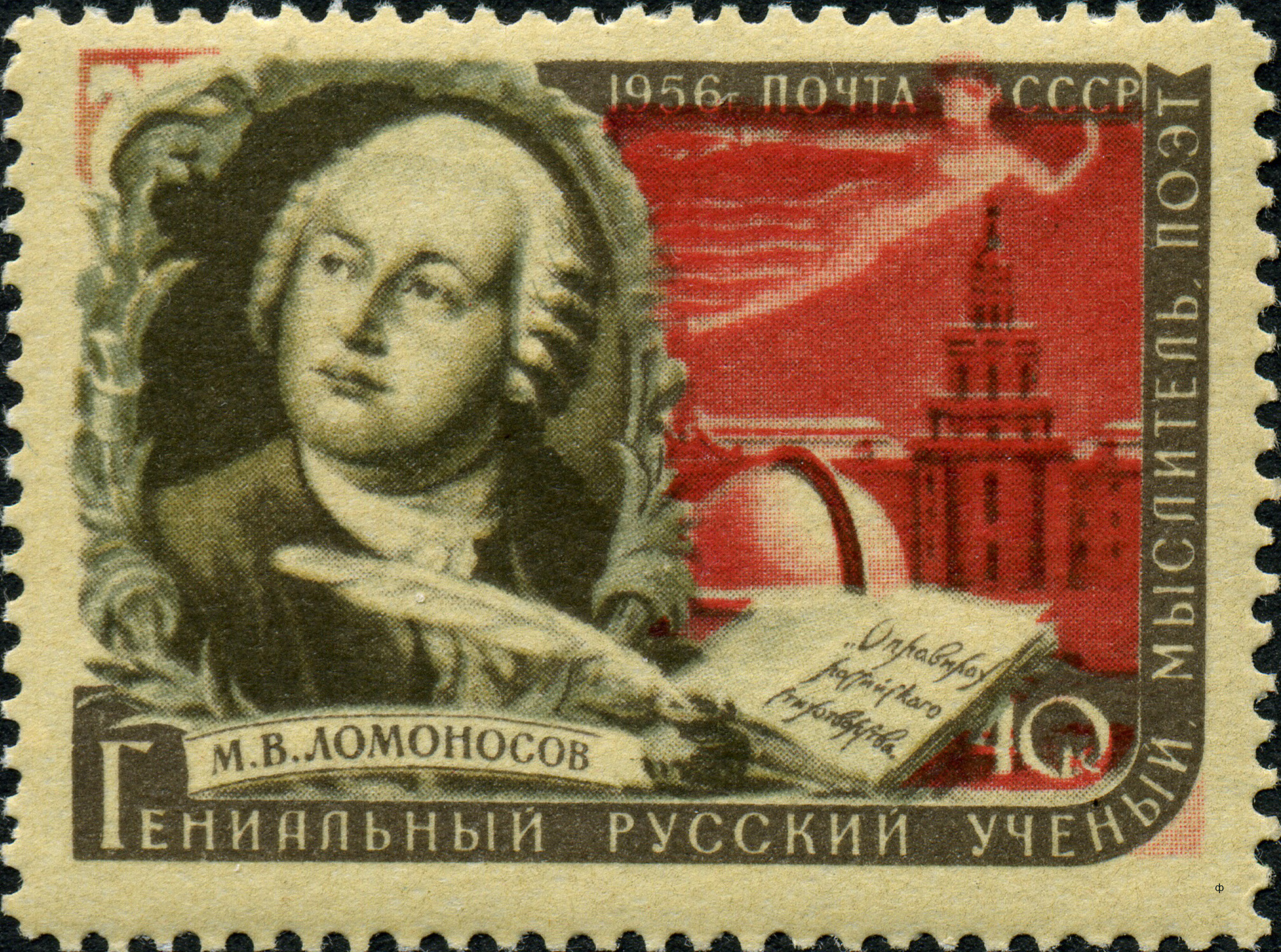
Михаил Ломоносов, почтовая марка СССР, 1956

Гипотеза связана со славянской школой, направлением российской историографии, представители которого стремились доказать глубокую древность и исконную высокую цивилизованность славян и русских, не уступавших народам Западной Европы и имевших право на равное с ними место в мировой истории и мировом сообществе, самобытность Руси и исконную славянскую принадлежность народа русь. Одним из основателей славянской школы считается Михаил Ломоносов, комплекс исторических идей которого включал идеи древности славянского этноса, древнего происхождения «российского» (русского) народа и др.
Авторов славянской школы мотивировало стремление «восстановить справедливость». Они отвергали пренебрежительное, по их мнению, отношение господствовавшей в то время в исторической науке немецкой школы, рассматривавшей древних славян как «дикарей», которым германские народы «несли свет учёности». Немецкими авторами последняя концепция использовалась для оправдания их экспансии на восток, покорения или уничтожения различных славянских сообществ в западных славянских регионах. В связи с этим данный научный спор имел существенную политическую основу. Представители славянской школы заявляли о расселении славян на огромных территориях и в глубокой древности, для чего славяне отождествлялись ими с различными народами, такими как троянцы, скифы, сарматы, роксоланы, готы, гунны, варяги, этруски и др. По причине слабой методической базы уже в период своего развития школа подвергалась существенной критике и с XIX века в рамках науки стала лишь историографическим наследием.
В середине XVIII веке в России «варяжский вопрос» приобрёл политическую, идеологическую и эмоциональную направленность. С 1749 году началась дискуссия между авторами с диаметрально противоположными взглядами на роль варягов в образовании государства Древней Руси. Согласно позиции одной стороны, варяги основали государство, а названия «русь» и «варяги» относились к скандинавам — Г. Ф. Миллер, который опирался на исследования Г. З. Байера; позднее эта сторона стала называться норманской теорией; другой стороной отрицалось участие скандинавов в социально-политическом развитии Руси, слова «русь» и «варяги» интерпретировались как греческие или славянские — М. В. Ломоносов, В. К. Тредиаковский и др.; направление получило наименование антинорманизм. Оба направления опирались на общее представление, что государство может быть создано одним человеком и воспринимали летописные известия как совершенно достоверные.
Ломоносов выступил против немецкой концепции становления Русского государства в середине XVIII века, в период, когда в российской науке и государственном аппарате имелось существенное немецкое влияние. Его идеи отражали настроения «русской партии», недовольной «немецким засильем». Он воспроизвёл версию Степенной книги XVI века о происхождении Рюрика из пруссов, которые, по этой версии, находились в родстве с римскими императорами. Ломоносовым впервые была высказана идея исконной связи русов с островом Рюген. Он стремился доказать случайность и незначительность варяжского эпизода в русской истории, считая, что русская государственность возникла до варягов и имелись длительные традиции высокой культуры, которая сложилась помимо внешних влияний. В отношении официально принятой тогда в России «августианской легенды» Спиридона-Сатаны о происхождении московских царей от Пруса (мифического брата римского императора Августа) Ломоносов занимал осторожно-скептическую позицию: «вероятности отрещись не могу; достоверности — не вижу».
В XVIII веке начинается процесс «изобретения наций» и их истории, в который включаются представления о «народных традициях» и «исторических корнях». Изменился также подход к предкам царствующих фамилий. В династических представлениях мифические персонажи были заменены более реальными властителями прошлого, которым, однако, стала присваиваться «правильная» национальность. Одним из наиболее ярких примеров является вопрос об этнической принадлежности первых русских князей; полемика по поводу этого вопроса была названа историком В. О. Ключевским «симптомом общественной патологии».
Антинорманизм усилился в середине XIX века в рамках славянофильских тенденций. Выразителем этого направления стал С. А. Гедеонов, который снова поставил в качестве основного вопрос этничности варягов и «руси». По его мнению, эти слова и имена первых русских князей (Рюрик, Олег, Игорь) вышли из прибалтийско-славянских языков, что он считал подтверждением и «славянской природы» русской государственности. Однако выдвинутую Гедеоновым этимологическую версию уже в его время отвергли лингвисты. Гедеонов и вслед за ним современный историк О. М. Рапов, также придерживавшийся антинорманизма, рассматривали изображение сокола в качестве прототипа знаков Рюриковичей и сопоставляли имя Рюрик со славянским рарог «сокол», что считалось ими доказательством прибалтийско-славянского происхождения Рюрика. Д. И. Иловайский, в остальном занимавший позиции антинорманизма, считал варягов норманнами и отделял от них народ русь.

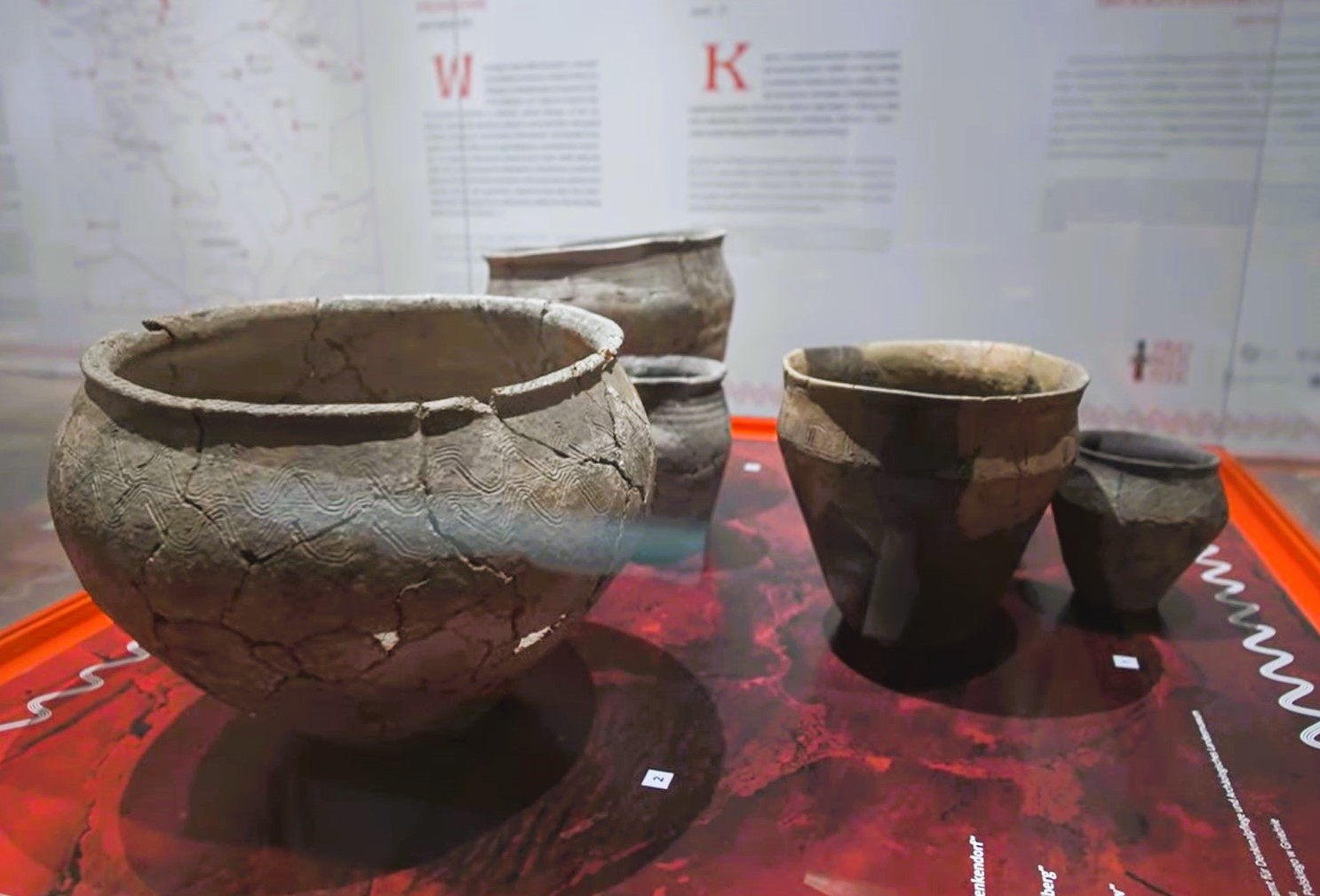
Северная западнославянская керамика: Менкендорф, Фельдберг, Торнов (Северная Польша, Восточная Германия)

В середине XIX — начале XX веков был введён в научный оборот масштабный корпус восточных (А. Я. Гаркави, А. А. Куник), византийских (В. В. Латышев), скандинавских (Ф. А. Браун) и западно-европейских источников, значительно расширивших сведения по экономическим и социально-политическим процессам формирования Русского государства и свидетельствовавших о существенной роли в этих процессах скандинавов. Это расширение круга используемых источников как и смена взглядов на причины возникновения государства, в числе которых важную роль исследователи стали отводить внутреннему экономическому и социальному развитию общества восточных славян, сняли важность вопроса этнической принадлежности варягов и первых князей Руси. Вплоть до середины 1940-х годов преобладающем стала точка зрения об активном участии скандинавов в формировании Русского государства, скандинавском происхождении знати Руси и княжеской династии, скандинавском происхождении слов «варяг» и «русь». Так считало подавляющее большинство российских и иностранных историков и филологов (С. М. Соловьёв, В. О. Ключевский, Вильгельм Томсен, А. А. Шахматов; Ю. В. Готье, Б. Д. Греков, С. В. Юшков и др.). В тот же период начались широкомасштабные археологические исследования Старой Ладоги, Гнёздова, Киева, Чернигова (Н. Е. Бранденбург, Д. Я. Самоквасов, А. А. Спицын, Туре Арне и других памятников, которые подтвердили присутствие в IX—X веках большого числа скандинавов на данной территории, было выявлено, что узловые пункты торговых путей содержат концентрацию скандинавских древностей.
Досоветский антинорманизм, созданный Ломоносовым и развитый Гедеоновым, подвергся резкой критике современниками как не соответствующий научному уровню своего времени. Вместе с тем в рецензиях отмечалась продуктивность критики норманизма Гедеоновым. Она вызвала оживление исследований русско-скандинавских отношений «норманистами». По мнению историка В. Я. Петрухина, работы Ломоносова и Гедеонова по варяжскому вопросу используют кабинетные этимологии. Представление о возможности создания государства одним лицом или группой лиц разделялось исследователями с XVIII вплоть до первых десятилетиях XX века. Этот подход стал причиной подмены проблемы происхождения государства вопросом происхождения его названия. В связи с этим за признанием скандинавской этимологии названия Русского государства следовало утверждение приоритета скандинавов при его формировании, за признанием славянской этимологии — соответственно утверждение приоритета славян.
В середине 1940-х — начале 1950-х годов происходил новый рост антинорманизма, что было вызвано двумя причинами: реакцией на эксплуатацию идей «норманизма» в нацистской Германии и борьбой с «космополитизмом» в СССР, в сферах истории и археологии выразившейся в гипотезе автохтонного, не требовавшего внешнего влияния, развития восточных славян. Присутствие скандинавов на территории Восточной Европы отрицалось, в частности А. В. Арциховским, для доказательства чего, как в предыдущие два столетия использовалась, в первую очередь, нескандинавская этимология названий «русь» и «варяги», считавшихся по происхождению восточно-славянскими (М. Н. Тихомиров), кельтскими и прибалтийско-славянскими (А. Г. Кузьмин) или иными. Официальная советская пропаганда представляла «норманистов» как «врагов народа» или «агентов запада». В статье «Об этнической природе варягов» (1974) Кузьмин пытался доказать, что большая часть русских и варяжских имён имеет кельтское происхождение, а летописные варяги были ославяненными кельтами, но позднее окончательно утвердился на позиции поморско-славянского происхождения варягов.
В 1960-е — начале 2000-х годов археологи, историки и источниковеды (А. А. Горский, Е. А. Мельникова, А. П. Новосельцев, В. Т. Пашуто, В. Я. Петрухин, М. Б. Свердлов, И. П. Шаскольский и др.), филологи (Г. А. Хабургаев, Г. Шрамм) вышли далеко за рамки диспута об этимологии названий «русь» и «варяги», придав изучению ранних русско-скандинавских связей комплексный и междисциплинарный характер. Академик Б. А. Рыбаков, в целом занимавший позиции антинорманизма, признавал скандинавское происхождение Рюриковичей и выделил «варяжский период» в истории Руси.
Советский антинорманизм подвергается критике как номенклатурная наука, этимологии, предлагаемые антинорманистами (связь между словами «Пруссия» и «Русь», «варяги» и «вагры» и др.), — как кабинетная или народная этимология, то есть не имеющая опоры на корректный лингвистический анализ. И. П. Шаскольский считал, что антинорманизм подобного рода использует устаревшую аргументацию и игнорирует достижения современной науки. Д. А. Авдусин отметил связь его распространения в 1940-е — 1950-е годы с общественно-политической ситуацией в СССР, борьбой против «космополитизма».
Кузьмин был видным членом движения русских националистов, известного как «русская партия», и участвовал в кампании по «борьбе с сионизмом». По мнению историка В. Б. Кобрина, Кузьмин занимался подгонкой фактов под собственные априорные суждения. Непоследовательность Кузьмина как исследователя проявилась следующим образом: поначалу он считал призвание варягов-скандинавов мифом, но затем признал его подлинным событием с участием варягов-славян. При этом Кузьмин откровенно объявил, что его прежний «подход логичен, если исходить из представления о „варягах“ как скандинавах. Пересмотр этого положения существенно меняет оценку всего предания». В связи с этой сменой взглядов историк Я. С. Лурье упрекал Кузьмина в «потребительском» отношении к источникам. Он писал, что исторические построения Кузьмина «представляют собой не гипотезы, а в сущности простые догадки», поскольку базируются на допущениях, не подкреплённых аргументами.
С 1990-х годов антинорманистские идеи приобрели новую известность как в общественном, так и в академическом дискурсе в России, Украине и Белоруссии. Сохраняющаяся приверженность антинорманизму в странах в постсоветский период мотивируется современным этнонационализмом и потребностями государственного строительства. Антинорманистские взгляды занимают видное место в некоторых российских школьных учебниках XXI века. Ряд популярных работ и ресурсов в Интернете распространяют среди среднестатистических жителей России представление, что норманисты это «инородцы», «русофобы», «антипатриоты» и в целом «безнравственные люди».
Работа Кузьмина была продолжена его учениками и последователями. Одним из ярких примеров продвижения этих концепций в России стала антинорманистская конференция в 2002 году, за которой последовали публикации на ту же тему (том 8 (156): «Антинорманизм» сборника Русского исторического общества за 2003 год и др.). «Современным лидером антинорманизма» историк и археолог Л. С. Клейн называет липецкого историка В. В. Фомина (член «Академии ДНК-генеалогии», продвигающей псевдонаучное учение А. А. Клёсова), одного из учеников и последователей Кузьмина.
Развитие научного направления, которое отвергало антинорманистские стереотипы номенклатурной науки и опиралось на междисциплинарные исследования и углубленное изучение источников, вызвало ответную реакцию находящихся у власти сторонников этих представлений. Ряд авторов из этой среде предприняли попытки возродить донаучные идеи в русле «Сказания о князьях Владимирских», возводящие Рюрика к родичу римского Августа Прусу, кабинетные этимологии Ломоносова и Гедеонова, которые соотносят Пруссию с Русью, вагров с варягами и т. п. В основе «методики» этих идей находится «образ врага». Попытка возрождения этих историографических схем вызвала противодействие Е. А. Мельниковой и ряда других учёных. Полемика новых «антинорманистов» со своими оппонентами основывалась на стремлении к очернению оппонентов и применении номенклатурных методов. Так, Сектор истории древнейших государств под давлением сторонника балтийско-славянской гипотезы А. Н. Сахарова был вынужден перейти из Института российской истории в Институт всеобщей истории.
В. Я. Петрухин писал о новом антинорманизме во главе с А. Н. Сахаровым:

Развитие направления, порывающего с антинорманистскими стереотипами номенклатурной науки и опирающегося на междисциплинарное исследование и углубленное понимание источников, не могло не вызвать раздражения пребывающих у власти адептов этих стереотипов. В этой среде были сделаны попытки реанимации донаучных стереотипов… в основе «методики» этих опусов, естественно, оказывается не «образ мира», а «образ врага»… Полемика новых «антинорманистов» с оппонентами сводилась к попыткам ошельмовать их и к использованию традиционных номенклатурных методов.
В рамках позиции, занимаемой Кузьминым и его последователями, включая Фомина, варяги считаются прибалтийскими славянами на основании этимологий — отождествления «варяги»-«вагры», а также западнославянских влияний на язык и материальную культуру северо-западных областей Древней Руси. В рамках своей концепции Фомин отвергает мнения большинства известных российских учёных.
По мнению В. В. Фомина, сравнение археологического, антропологического и нумизматического материалов свидетельствует о самых древних связях Северо-Западной Руси с Южной Балтикой, по сравнению со Скандинавией, и о самом широком присутствии в её пределах южнобалтийских славян. На ранних поселениях и городищах VIII—IX веков (Ладога, Городище, Гнёздово, Тимерёво, Псков, Городок на Ловати, Городец под Лугой, селищах Золотое Колено и Новые Дубовики, сопках на средней Мсте, Белоозере и др.) в самых ранних слоях в изобилии присутствует лепная керамика южнобалтийского типа, свидетельствующая о пришлом населении.
Фомин и некоторые близкие к нему новейшие антинорманисты именуют Рыбакова, а также ряд других антинорманистски настроенных историков, включая В. В. Мавродина и И. П. Шаскольского, «норманистами», поскольку они не разделяли точку зрения о западнославянской принадлежности варягов.
Направление А. Г. Кузьмина и его последователей, включая Фомина, помимо использования некорректной этимологии, критикуется за смешение западных славян с поморскими и немногочисленность следов поморских славян в археологическом материале, а также за сужение исследовательского пространства, которое сводится к тем же народно-этимологическим и «этническим» вопросам, что и в антинорманизме XIX века. По мнению историка и филолога Е. А. Мельниковой, Кузьмин и вслед за ним Фомин возродили антинорманизм середины XIX века, в той его форме, которая была выдвинута М. В. Ломоносовым и развита С. А. Гедеоновым. Согласно Мельниковой, эта концепция использует народные этимологии («варяги»-«вагры» и др.) и смешивает западных славян с поморскими, а используемые в качестве аргументации следы поморских славян в археологическом материале немногочисленны.
Историк В. В. Пузанов пишет о противоречивости взглядов Кузьмина и его сторонников («почему признание „норманнского“ происхождения „руси“ равносильно признанию неспособности восточных славян к государственному строительству, а „иранского“ или „кельтского“ — нет?») и отмечает, что «западнославянская» теория древнерусского политогенеза принципиально не отличается от «скандинавской». Пузанов обращает внимание на присущий Фомину стиль дискуссии, включающий в себя навешивание ярлыков, карикатурное изложение мнений оппонентов, передёргивание фактов. Пузанов указывает, что работы Фомина ценны «с точки зрения полноты собрания историографических фактов», признавая главным их недостатком «перенос научного спора в область политики, навязчивые представления о норманистах, как недругах русского и, шире, славянских народов». В. Я. Петрухин относит Сахарова и Фомина к эпигонам традиционного антинорманизма и оценивает используемые им методы реконструкции древнерусской истории на основе средневековых генеалогий, конструкций Синопсиса, Ломоносова и др., как примыкающие к методам А. Т. Фоменко.
Клейн отмечает, что Фомин пользуется устаревшей методикой, которая мало отличима от методики Ломоносова; опирается преимущественно на мнения отдельных авторов XVII—XIX веков (включая немецкие генеалогии, которые создавались для прославления северонемецких династий), часто используя ссылки на них вместо опоры на факты, а также использует старые аргументы антинорманистов. Мнения антинорманистов Фомин рассматривает как основанные на знаниях и здравом смысле, а мнения «норманистов» (или авторов, которых он считает «норманистами») — как априори поверхностные и злонамеренные. Лучшим доказательством он считает частное мнение «норманиста», если оно совпадает с конкретным доказываемым Фоминым тезисом (по принципу «даже норманист признаёт»). Если он касается исторических источников, которые противоречат его концепции, то нередко делает при их интерпретации различные смысловые добавления, чтобы снять противоречия. В качестве аргумента Фомин также опирается на славу Ломоносова, доказывает универсальность его теорий. По мнению Клейна, Фомин осуществляет «шельмование» несогласных с его мнением, чтобы направить на них негативные эмоции околонаучной публики. Поскольку на научное сообщество построения Фомина не могут оказать влияния, его работа, по мнению Клейна, ориентирована на широкие массы.
Фомин и Сахаров утверждал, что В. Л. Янин и В. В. Седов «доказали три миграционных потока из западнославянского мира — из Южной Балтики, из Польши и с Карпат (Сахаров), в VIII веке, в середине IX и в середине X». Это утверждение не соответствует действительности. Археологи Янин и Алешковский опирались только на лингвистические наблюдения и не приводили археологических данных. Гипотеза Седова опирается на данные письменных источников и археологический материал не прорабатывала. Другие археологи её не приняли. Кроме того, Седов писал о середине 1-го тысячелетия н. э. Привязки к варягам эти предполагаемые миграции не имеют. Тогда как передвижение населения из Скандинавии фиксируется по сотням археологических артефактов именно IX—X веков. Не соответствуют действительности слова Фомина: «из 150 тыс. артефактов, добытых Новгородской экспедицией, лишь 10-15 штук — скандинавские». Клейн называет Фомина и Сахарова в связи с этим словами фальсификаторами и пишет, что число скандинавов в стратегически важных пунктах Северной Руси в IX веке превышало число славян. Вопреки Фомину, утверждавшему, что древнерусские города не имели скандинавских названий, такие имена известны из скандинавских источников.
По словам Сахарова, Нестор знал западно-славянский мир — руян, ободритов, лютичей, брежан и др., но под именем варягов. Если отказаться от отождествления варягов и западных славян в летописном описании возникает тёмное пятно дыра в Европе. Клейн писал, что летописец не обязательно должен был упоминать их, кроме того, Сахаров не объясняет, почему, если они всё же упомянуты в летописи, то никогда не называются по их племенным названиям. Сахаров отмечал, что Владимир Святославич поставил в Киеве Перуна и других богов, среди которых отсутствуют скандинавские. Клейн отмечает, что Владимир был уже славянизированным норманном, представляя третье поколение скандинавов в славянской среде. Сахаров говорил, что «шведский язык» на Руси исчез, не оставив никаких следов. Клейн указал на ряд скандинавских слов, обозначавших в том числе важные государственные понятия. Быстрой ассимиляции норманнов имеется параллели. Так же быстро ассимилировались норманны во французской среде в Нормандии. Вильгельм Завоеватель прибыл в Англию уже являясь французом. На севере Англии, захваченной данами, датская речь быстро вышла из употребления.
В 2009 году Сахаров, в то время директор Института российской истории РАН, член-корреспондент РАН и один из активных членов Комиссии по противодействию попыткам фальсификации истории в ущерб интересам России, в интервью российскому телеканалу заявил, что среди современных фальсификаций одним из самых опасных средневековых вымыслов является норманизм, который «сегодня снова поднимает голову». Он утверждал, что в России дует новый ветер норманизма, инспирируемый иностранными организациями и учреждениями, финансирующими «деструктивную деятельность» некоторых российских учёных и исследовательских центров.
Клейн писал: «воспевая дуэтом нашествие западных славян, Фомин и Сахаров считают это патриотической позицией (а не избавление ли от западных славян является национальным праздником России?)». В целом Фомин и Сахаров занимали маргинальную позицию.
Сведения и мекленбургских генеалогов используются сторонниками антинорманизма, несмотря на то, что они относятся к XVII—XVIII векам. Антинорманисты считают, что в составе этих поздних конструкций могут иметься отголоски, «припоминания» из «глубокой древности». Подробно мекленбургская генеалогическая традиция рассмотрена B. И. Меркуловым (член «Академии ДНК-генеалогии», продвигающей псевдонаучное учение А. А. Клёсова), который считает её источником по истории IX века. Убедительных аргументов, которые могли бы свидетельствовать в пользу аутентичности мекленбургской легенды не приведено.

## Критика
Среди противников отождествления варягов со скандинавами практически нет археологов и лингвистов.
Е. А. Мельникова отмечает, что отождествление «варягов» и «вагров» является примером народной этимологии, то есть не соответствует данным и принципам лингвистики, кроме того, противоречит указаниям археологических и ранних письменных источников на варягов как выходцев из Скандинавии. Того же мнения придерживаются Т. Н. Джаксон, Л. С. Клейн, В. Я. Петрухин, Н. Ф. Котляр, И. П. Шаскольский, Е. В. Пчелов.
Также Мельникова писала, что выведение имени Рюрик из поморско-славянского слова «rerig» («сокол») лингвистически невероятно. Лингвист С. Л. Николаев пишет, что полабско-ободритское *rorög, *ræreg и имя Рюрик являются не более чем созвучиями, и называет утверждения об их связи околонаучными спекуляциями. Переселение полабско-одерских славян на территорию Руси не засвидетельствовано; в древнерусском языке имя князя-переселенца, если бы он был ободритом или рюгенцем, имело бы форму *Рярегъ или *Рарюгъ.
По древнерусским источникам варяги приходили из-за моря. Согласно антинорманистам, поскольку к приморским славянам ходили морем, то и они располагались «за морем». Однако в тот период различались народы, живущие за соседними ляхами, куда ходят каботажным плаваньем, и те, к которым можно добираться только через открытое море.
Керамика, которая известна у западных славян — фельдбергская и фрезендорфская, торновская, гроссраденская и типа Таттинг — действительно имеет подобия в северорусском материале, как и строительная техника валов, технология судостроительства, при малом количестве железных заклёпок или вовсе без них, тогда как у скандинавов их большое количество. Однако данная керамика не распространялась на территории вагров, с которой связывают варягов сторонники западнославянской гипотезы.
Концепция лингвистических влияний западнославянского языка на речь новгородцев, которые предполагал лингвист А. А. Зализняк в 1988 году, была подвергнута критике О. Н. Трубачевым, В. Б. Крысько и Х. Шустер-Шевцем, поскольку те же архаизмы имеются и у балканских славян и в некоторых других регионах, и в дальнейшем не поддержана самим Зализняком. Кроме того, если бы указанная керамика и диалектные влияния были маркерами варягов, эти маркеры имелись бы уже в IX веке в Смоленске, Киеве и Чернигове.
По мнению Л. С. Клейна, в плане научных доказательств западные славяне в качестве варягов не имеют никаких преимуществ перед другими народами, кроме того обстоятельства, что они являются «братьями-славянами», и сторонники западнославянской версии выбирают их из ложно понятого чувства патриотизма, как властителей, подчиняться которым и начинать историю с которых «не унизительно», в отличие от инородных скандинавов.